# Pointe (ballet)

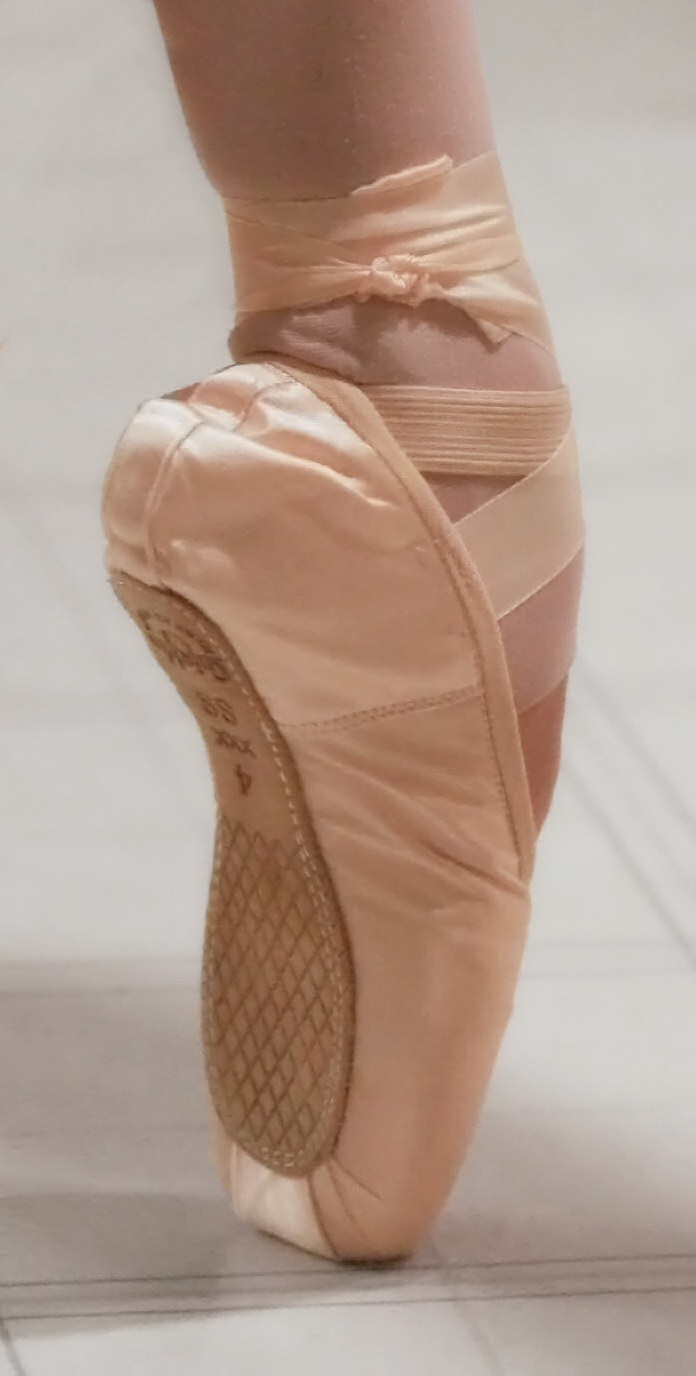
En pointe-pose op spitzen

Pointe (ook sur les pointes of en pointe) is een term uit de klassieke dans, het ballet.
Het duidt op passen die op de toppen van de tenen worden gemaakt. Hiervoor moet men speciale balletschoenen dragen, de spitzen, met vooraan aan de punt een bescherming. Deze bescherming is nodig, want anders kunnen er letsels aan de voet ontstaan.
Een danser is en pointe als het lichaam wordt ondersteund door een volledig verticaal gestrekte voet op de vloer.  
Deze techniek is ontstaan omdat danseressen gewichtloos en engelachtig wilden over komen. Zowel mannen als vrouwen zijn ertoe in staat en point te dansen, maar meestal wordt deze techniek door vrouwen toegepast. Intensieve training en oefening zijn vereist om voldoende kracht en techniek op te bouwen. 
Dansleraren wegen factoren als leeftijd, ervaring, kracht en uitlijning mee of een danseres mag leren om op spitzen te dansen.